# Rhamphorhynchini
De Rhamphorhynchini zijn een groep van uitgestorven pterosauriërs die behoren tot de Rhamphorhynchidae.
De Rhamphorhynchinae worden meestal gezien als de zustergroep van de Scaphognathinae. Hun interne verwantschappen zijn echter onzeker.
In 2014 vond Brian Andres in een kladistische analyse een stamboom waarin de Rhamphorhynchinae verdeeld zijn in de Rhamphorhynchini en de Angustinaripterini. Hij definieerde de Rhamphorhynchini als groep omvattende Rhamphorhynchus muensteri Goldfuss 1831 en alle soorten nauwer verwant aan Rhamphorhynchus dan aan Angustinaripterus longicephalus He et al. 1983.
Volgens Andres omvat de groep behalve Rhamphorhynchus zelf ook Cacibupteryx en Nesodactylus. Het gaat om kleine tot middelgrote vormen uit het late Jura.